# Viðar Örn Kjartansson
Viðar Örn Kjartansson, né le 11 mars 1990 à Selfoss en Islande, est un footballeur international islandais évoluant au poste d'attaquant au KA Akureyri.

## Carrière en club
Viðar Örn commence sa carrière en 2006, dans le club de sa ville de naissance, l'UMF Selfoss. Alors âgé de 16 ans, il dispute sept matchs de troisième division, marquant deux buts. Selfoss termine deuxième l'année suivante et est promu en 1.deild karla, la seconde division. Le jeune islandais réalise une belle saison puisqu'il participe à tous les matchs et inscrit huit buts. En cette année 2008, le club se classe troisième, manquant la montée de peu. En revanche, l'ÍBV termine premier et obtient son accession en Urvalsdeild. C'est là, sur les îles Vestmann, qu'est transféré Viðar, qui goûte ainsi à la première division en 2009 sous les ordres de Heimir Hallgrímsson.
L'acclimatation est néanmoins difficile, et au sein d'un club à la peine, il marque deux buts en dix-sept matchs, avec un statut de remplaçant. Il retourne ainsi à l'UMF Selfoss, qui a obtenu la montée entre-temps. Mais cette année 2010 voit le club coaché par Guðmundur Benediktsson terminer dernier, et des performances en demi-teinte de Viðar. Cette descente s'avère finalement être un mal pour un bien pour ce dernier, qui, à l'échelon inférieur, explose véritablement. Il inscrit seize buts en vingt-deux matchs, son club terminant deuxième. Pour sa dernière saison à Selfoss, il ne peut empêcher le club de redescendre, mais marque tout de même sept buts. 
Ses bonnes performances attirent le club de Fylkir, et Vidar rejoint donc la capitale islandaise en 2013. Il inscrit treize buts en vingt-deux matchs, terminant co-meilleur buteur du championnat. Cette nouvelle saison prolifique incite le club norvégien de Vålerenga à le recruter au début de 2014. Son adaptation est une totale réussite, puisqu'il caracole en tête du classement des buteurs de Tippeligaen tout au long de la saison. Il clôt l'exercice avec vingt-cinq buts en vingt-neuf matchs, et dix buts d'avance sur le second. 
Avec ces statistiques, il ne laisse pas indifférents certains clubs européens. Un temps supervisé par les Girondins de Bordeaux à l'été 2014, il s'engage finalement en janvier 2015 avec le club chinois de Jiangsu Sainty, prenant tout le monde de court.
Le 18 mars 2019, il est prêté jusqu'à la mi-juillet 2019 à l'Hammarby IF.

## Carrière en sélection
Il compte quelques sélections chez les sélections de jeunes islandais. 
Avec l'équipe première, il doit faire face à la concurrence féroce en attaque de Kolbeinn Sigthorsson, Alfred Finnbogason, ainsi que son ancien coéquipier chez Selfoss Jón Daði Böðvarsson. Il compte à ce jour dix-neuf capes.

## Palmarès
- Fylkir
  - Meilleur buteur du championnat d'Islande en 2013

- Vålerenga
  - Meilleur buteur du championnat de Norvège en 2014

- Jiangsu Sainty
  - Vainqueur du coupe de Chine en 2015

- Malmö FF
  - Vainqueur du championnat de Suède en 2016

- Maccabi Tel-Aviv
  - Meilleur buteur du championnat d'Israël en 2016-2017